# Gästrikland
Gästrikland (anche: Gestricia, Gastrikland, Gestrikland) è una provincia storica (landskap) della Svezia centro-orientale. È la provincia più meridionale della regione di Norrland e, a livello amministrativo, fa parte della contea di Gävleborg. 
Confina con le province di Uppland, Västmanland, Dalarna e Hälsingland, e si affaccia al mare, a est, sul golfo di Botnia.
Storicamente, il territorio era suddiviso tra due città dotate di statuto e due distretti di corte (tingslag). Le città erano: Gävle (che ottenne lo status cittadino nel 1400) e Sandviken (1943). I distretti di corte erano i distretti della Gestricia Orientale e della Gestricia Occidentale.